# Сократес (фудбалер)
Сокаратес (порт. Sócrates Brasileiro Sampaio de Souza Vieira de Oliveira; Белем, 19. фебруар 1954 — Сао Паоло, 4. децембар 2011) је био бразилски фудбалер који је играо на позицији предњег везног. По занимању је био лекар.
Играо је за Ботафого пре него је постао члан Коринтијанса 1978. Након тога је отишао у Италију где је играо за Фјорентину, а у Бразил се вратио 1985. да заврши каријеру.
Сократес је био плејмејкер, познат по прегледу игре и поља, али и физичкој снази. Био је играч који је једнако користио обе ноге. Његова могућност да прочита игру је била веома цењена, а његов печат је било додавање петом без гледања. Сматра се једним од највећих везних играча свих времена.
Играо је за Бразил седам година и постигао више од 20 голова, представљајући државу на два Светска првенства. Био је капитен 1982. године, а појавио се и на турнирима Копа Америка 1979. и 1983. Проглашен је Јужноамеричким играчем године за 1983. Изабран је од стране Пелеа на листу ФИФА 100.

## Играчка каријера

### Клупска каријера
Сократес је рођен у Белему. Фудбалом се професионално почео бавити 1974. у Ботафогу, али је већи део каријере (1978—1984) провео у ФК Коринтијанс Паулиста. За Коринтијанс је постигао 172 гола у 297 утакмица у бразилској Серији А.
У сезони 1984/85, са 30 година, Сократес је први пут заиграо у иностранству, у италијанској Серији А са Фјорентином. Вратио се у Бразил након једне сезоне. Играо је за Фламенго, Сантос и бивши клуб Ботафого. Каријеру је завршио 1989.
Године 2004, 15 година након пензионисања, 50-годишњи Сократес је пристао да један месец буде играч-тренер енглеском нижелигашу Гарфорт тауну.

### Репрезентација
За репрезентацију је играо 60 пута, од маја 1979. до јуна 1986. и постигао 22 гола. Био је капитен државног тима на Светском првенству 1982, а наступао је и на СП 1986. у Мексику. У Мексику је постигао два поготка: против Шпаније у групној фази, и против Пољске у осмини финала. Против Пољске је шутирао пенал без залета, а против Француске у четвртфиналу, у пенал завршници је покушао да постигне погодак на исти начин, али је голман Жоел Батс одбранио.
За репрезентацију је наступао на два турнира Копа Америка: 1979. и 1983.